# 阿滕伯勒自然保护区
阿滕伯勒自然保护区是英格兰诺丁汉郡阿滕伯勒的自然保护区，位于诺丁汉市中心西南部4.3 mi（7 km）处，归诺丁汉郡野生动物基金会所有，由布罗克斯托议会赞助。它们以一百万英镑在2020年将其购得。阿滕伯勒自然中心设于其中心位置，包含旅客服务与教育设施。

## 历史
该区域在1929年至1967年之间被一家砾石开采公司（CEMEX）用作砾石坑，公司从附近开采砾石和沙子，砾石运输船会穿越该区域。砾石坑在经过处理后恢复为湿地，其中包含2010年恢复的施林普顿处土地。
2019年年末，土地持有者宣布出售土地，并获得了当地戴維·阿滕伯勒的支持。他筹集了所需的一百万英镑，将其所有权转让给诺丁汉郡野生动物基金会，基金会帮他维护了这片土地六十年。

## 地理
阿滕伯勒自然保护区位于埃里沃什河和特倫特河的交汇处，现有145公顷的湖泊、湿地、草原和灌木丛，它是具有特殊科学兴趣的阿滕伯勒砾石坑的一部分。砾石坑的面积为226.6公頃（560英畝），向西延伸至保护区外，直至县境。
淹没的坑形成了多个大湖，如教堂湖、克利夫顿湖等，其周围还有柳树林。这些湖是诺丁汉郡鸟类过冬的地区，自1966年以来栖息着超过250种鸟。可以在保护区看到的当地稀有鸟类有攀雀（1994）、白翅黄池鹭（1998，2011）、草鹭（2003）和黑脸田鸡（2004）。

## 设施
保护区内的阿滕伯勒自然中心设有教育设施、商店、休闲区和停车场，该中心在2005年完工，因生态旅游获得金奖。《BBC野生动物》的一篇文章将其列为世界十大生态场所之排名第九。